# مونرئال
مونرِئال (به فرانسوی: Montréal) () یا مونتریال (به انگلیسی: Montreal) () بزرگ‌ترین شهر استان کبک در کانادا و دومین شهر بزرگ این کشور (پس از تورنتو) و پانزدهمین شهر بزرگ آمریکای شمالی می‌باشد. جمعیت آن در ۲۰۱۱ میلادی ۱٬۶۴۹٬۵۱۹ و به همراه حومهٔ شهر ۳٬۸۲۴٬۲۲۱ نفر بوده است. مونترآل دومین شهر بزرگ فرانسه‌زبان جهان (پس از پاریس) است. این شهر همچنین میزان قابل توجهی جمعیت انگلیسی‌زبان و مهاجر متفرقه دارد.
از لحاظ جغرافیایی مونرئال در شرق کانادا در جنوب غرب استان کبک قرار دارد. مونترآل در ۵۳۹ کیلومتری شمال شرقی تورنتو و در ۱۹۰ کیلومتری شرق اتاوا قرار دارد. این شهر بزرگ‌ترین مرکز تجاری-صنعتی و فرهنگی کبک است. مونترال به آب‌های آزاد دسترسی دارد. حدود ۶۷٪ ساکنان آن فرانسه زبان می‌باشند. شهر مونترآل یک شهر با مجموعه‌ای از فرهنگ‌های مختلف است. شهر مونترآل یکی از مراکز عمده مهاجرین ایرانی در کشور کانادا می‌باشد. طبق سرشماری سال ۲۰۲۱ کانادا، ۱۲۸۹۰ ایرانی در مونترال ساکن است که بعد از تورنتو پرتعدادترین شهر ایرانی نشین کانادا به شمار می رود. مونترآل در ۱۹۷۶ میزبان بازی‌های المپیک تابستانی بود.

## مترو
متروی مونرئال در چهاردهم اکتبر سال ۱۹۶۶ تأسیس شد و هم‌اکنون ۴ خط و ۶۸ ایستگاه دارد.

## جمعیت‌شناسی

### زبان
طبق سرشماری سال ۲۰۲۱، ۴۷٪ از ساکنان مونترال تنها به زبان فرانسوی به عنوان زبان اول صحبت می‌کردند، در حالی که ۱۳٪ تنها به زبان انگلیسی صحبت می‌کردند. حدود ۲٪ به هر دو زبان انگلیسی و فرانسوی به عنوان زبان اول صحبت می‌کردند، ۲.۶٪ به هر دو زبان فرانسوی و یک زبان غیررسمی صحبت می‌کردند و ۱.۵٪ به هر دو زبان انگلیسی و یک زبان غیررسمی صحبت می‌کردند. ۰.۸٪ از ساکنان به سه زبان انگلیسی، فرانسوی و یک زبان غیررسمی به عنوان زبان اول صحبت می‌کردند. ۳۲.۸٪ از ساکنان به یک زبان غیررسمی به عنوان زبان اول صحبت می‌کردند و ۰.۳٪ به چندین زبان غیررسمی به عنوان زبان اول صحبت می‌کردند. رایج‌ترین این زبان‌ها عبارت بودند از: عربی (۵.۷٪)، اسپانیایی (۴.۶٪)، ایتالیایی (۳.۳٪)، زبان‌های چینی (۲.۷٪)، کریدول هائیتی (۱.۶٪)، ویتنامی (۱.۱٪)، پرتغالی (۱.۰٪) و فارسی  (۰.۸٪) .

## آب و هوا

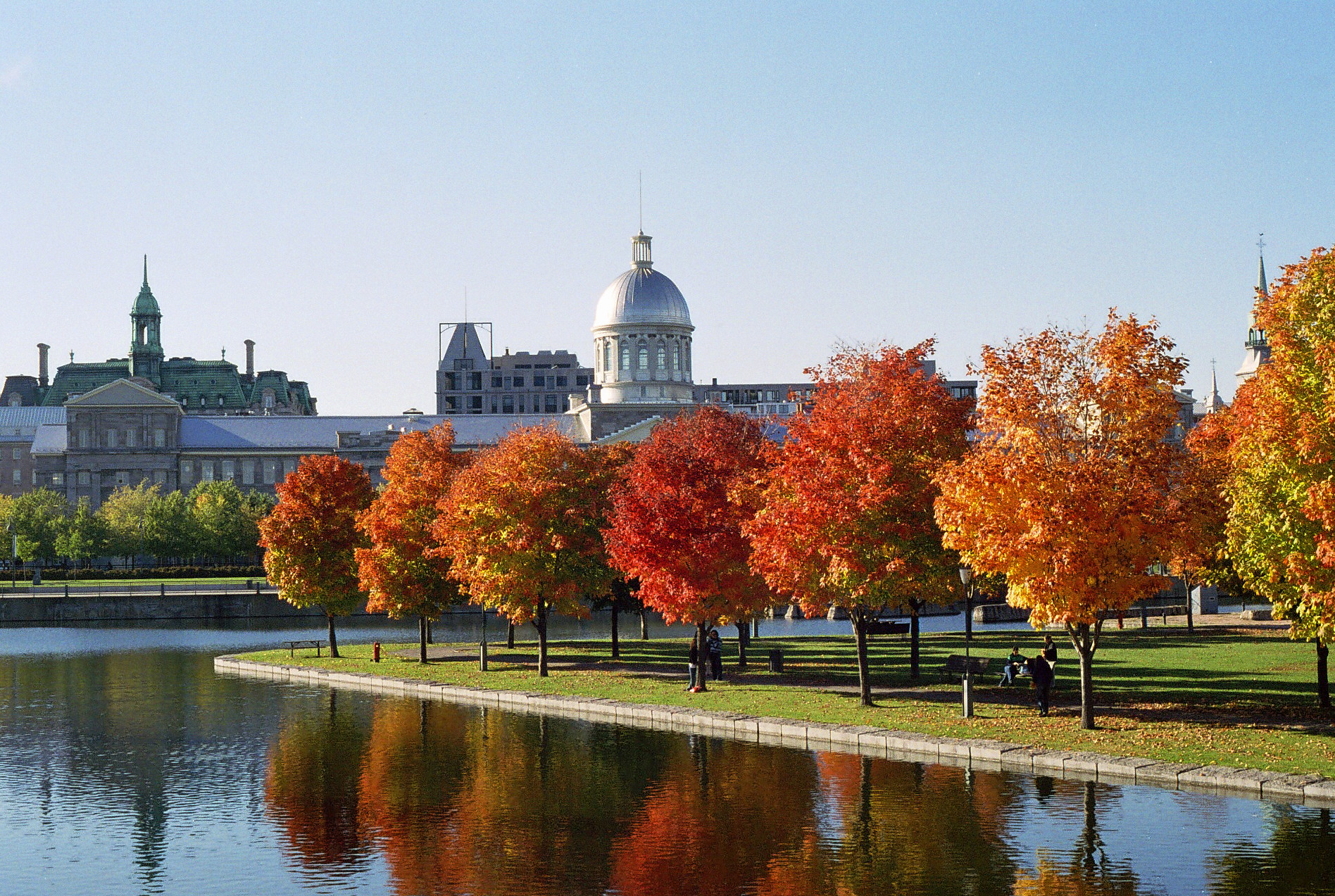
پائیز مونرئال.

مونترال دارای آب و هوای قاره‌ای مرطوب است. (طبقه‌بندی اقلیمی کوپن: به Dfa / DFB)
به‌طور کلی، تابستان گرم و مرطوب با حداکثر متوسّط دمای روزانه ۲۶ تا ۲۷ درجه سانتی گراد (۷۹–۸۱ °F) در ماه ژوئیه می‌باشد؛ و دمای بیشتر روزها بیش از ۳۰ درجه سانتی گراد (۸۶ °F) است. در مقابل و در انتهای تابستان جبهه هوای سرد، آب و هوای این شهر را سرد و خشک می‌نماید.
با آغاز زمستان هوا سرد، برفی و طوفانی می‌شود و به دنبال آن آب و هوای یخی، با میانگین روزانه ۹- تا ۱۰٫۵- درجه سانتیگراد(۱۳ تا ۱۶ درجه فارنهایت) در ماه ژانویه ادامه می‌یابد. با این حال، در برخی از روزهای زمستان دما به بالای نقطه انجماد افزایش می‌یابد و این باعث بارش باران در ماه‌های ژانویه و فوریه می‌شود. معمولاً و به‌طور متوسط از هفته اول یا دوم دسامبر بیشتر جاها با برف پوشیده می‌شود و تا هفته آخر مارس ادامه می‌یابد. با توجه به اینکه دمای هوا در طول سال از -۳۰ درجه سانتی گراد (-۲۲ °F) پاپین تر نمی‌رود، به علت وزش باد سرمای هوای بیشتری احساس می‌شود.
بهار و پاییز خوب و ملایم است اما امکان تغییرات شدید دما وجود دارد.
پایین‌ترین دمای ثبت شده در کتاب محیط زیست کانادا ۳۷٫۸- درجه سانتیگراد در تاریخ ۱۵ ژانویه سال ۱۹۵۷، و بالاترین درجه حرارت ۳۷٫۶ درجه سانتی گراد (۱۰۰ درجه فارنهایت) در تاریخ ۱ اوت ۱۹۷۵، می‌باشد که هر دو در فرودگاه بین‌المللی دُروال ثبت شده است.
قبل از ثبت مدرن سوابق آب و هوا، که قدمت آن به سال ۱۸۷۱ برمی گردد، حداقل دمای ثبت شده ۴۲- سانتیگراد می‌باشد که مربوط به ساعت ۷ صبح روز ۱۰ ژانویه ۱۸۵۹ است.
| داده‌های اقلیم دانشگاه مک‌گیل (McTavish), ۱۹۷۱–۲۰۰۰ نرمال، بیشترین ۱۸۷۱–تاکنون | داده‌های اقلیم دانشگاه مک‌گیل (McTavish), ۱۹۷۱–۲۰۰۰ نرمال، بیشترین ۱۸۷۱–تاکنون | داده‌های اقلیم دانشگاه مک‌گیل (McTavish), ۱۹۷۱–۲۰۰۰ نرمال، بیشترین ۱۸۷۱–تاکنون | داده‌های اقلیم دانشگاه مک‌گیل (McTavish), ۱۹۷۱–۲۰۰۰ نرمال، بیشترین ۱۸۷۱–تاکنون | داده‌های اقلیم دانشگاه مک‌گیل (McTavish), ۱۹۷۱–۲۰۰۰ نرمال، بیشترین ۱۸۷۱–تاکنون | داده‌های اقلیم دانشگاه مک‌گیل (McTavish), ۱۹۷۱–۲۰۰۰ نرمال، بیشترین ۱۸۷۱–تاکنون | داده‌های اقلیم دانشگاه مک‌گیل (McTavish), ۱۹۷۱–۲۰۰۰ نرمال، بیشترین ۱۸۷۱–تاکنون | داده‌های اقلیم دانشگاه مک‌گیل (McTavish), ۱۹۷۱–۲۰۰۰ نرمال، بیشترین ۱۸۷۱–تاکنون | داده‌های اقلیم دانشگاه مک‌گیل (McTavish), ۱۹۷۱–۲۰۰۰ نرمال، بیشترین ۱۸۷۱–تاکنون | داده‌های اقلیم دانشگاه مک‌گیل (McTavish), ۱۹۷۱–۲۰۰۰ نرمال، بیشترین ۱۸۷۱–تاکنون | داده‌های اقلیم دانشگاه مک‌گیل (McTavish), ۱۹۷۱–۲۰۰۰ نرمال، بیشترین ۱۸۷۱–تاکنون | داده‌های اقلیم دانشگاه مک‌گیل (McTavish), ۱۹۷۱–۲۰۰۰ نرمال، بیشترین ۱۸۷۱–تاکنون | داده‌های اقلیم دانشگاه مک‌گیل (McTavish), ۱۹۷۱–۲۰۰۰ نرمال، بیشترین ۱۸۷۱–تاکنون | داده‌های اقلیم دانشگاه مک‌گیل (McTavish), ۱۹۷۱–۲۰۰۰ نرمال، بیشترین ۱۸۷۱–تاکنون |
| ماه                                                                          | ژانویه                                                                       | فوریه                                                                        | مارس                                                                         | آوریل                                                                        | مه                                                                           | ژوئن                                                                         | ژوئیه                                                                        | اوت                                                                          | سپتامبر                                                                      | اکتبر                                                                        | نوامبر                                                                       | دسامبر                                                                       | سال                                                                          |
| ---------------------------------------------------------------------------- | ---------------------------------------------------------------------------- | ---------------------------------------------------------------------------- | ---------------------------------------------------------------------------- | ---------------------------------------------------------------------------- | ---------------------------------------------------------------------------- | ---------------------------------------------------------------------------- | ---------------------------------------------------------------------------- | ---------------------------------------------------------------------------- | ---------------------------------------------------------------------------- | ---------------------------------------------------------------------------- | ---------------------------------------------------------------------------- | ---------------------------------------------------------------------------- | ---------------------------------------------------------------------------- |
| سابقهٔ بیش‌ترین °C (°F)                                                        | ۱۲٫۸ (۵۵)                                                                    | ۱۵٫۰ (۵۹)                                                                    | ۲۵٫۹ (۷۹)                                                                    | ۳۰٫۱ (۸۶)                                                                    | ۳۴٫۲ (۹۴)                                                                    | ۳۴٫۵ (۹۴)                                                                    | ۳۶٫۱ (۹۷)                                                                    | ۳۵٫۶ (۹۶)                                                                    | ۳۳٫۵ (۹۲)                                                                    | ۲۸٫۹ (۸۴)                                                                    | ۲۲٫۲ (۷۲)                                                                    | ۱۷٫۰ (۶۳)                                                                    | ۳۶٫۱ (۹۷)                                                                    |
| میانگین بیش‌ترین °C (°F)                                                      | −۵٫۴ (۲۲)                                                                    | −۳٫۷ (۲۵)                                                                    | ۲٫۴ (۳۶)                                                                     | ۱۱٫۰ (۵۲)                                                                    | ۱۹٫۰ (۶۶)                                                                    | ۲۳٫۷ (۷۵)                                                                    | ۲۶٫۶ (۸۰)                                                                    | ۲۴٫۸ (۷۷)                                                                    | ۱۹٫۴ (۶۷)                                                                    | ۱۲٫۳ (۵۴)                                                                    | ۵٫۱ (۴۱)                                                                     | −۲٫۳ (۲۸)                                                                    | ۱۱٫۱ (۵۲)                                                                    |
| میانگین روزانه °C (°F)                                                       | −۸٫۹ (۱۶)                                                                    | −۷٫۲ (۱۹)                                                                    | −۱٫۲ (۳۰)                                                                    | ۷٫۰ (۴۵)                                                                     | ۱۴٫۵ (۵۸)                                                                    | ۱۹٫۳ (۶۷)                                                                    | ۲۲٫۳ (۷۲)                                                                    | ۲۰٫۸ (۶۹)                                                                    | ۱۵٫۷ (۶۰)                                                                    | ۹٫۲ (۴۹)                                                                     | ۲٫۵ (۳۷)                                                                     | −۵٫۶ (۲۲)                                                                    | ۷٫۴ (۴۵)                                                                     |
| میانگین کم‌ترین °C (°F)                                                       | −۱۲٫۴ (۱۰)                                                                   | −۱۰٫۶ (۱۳)                                                                   | −۴٫۸ (۲۳)                                                                    | ۲٫۹ (۳۷)                                                                     | ۱۰٫۰ (۵۰)                                                                    | ۱۴٫۹ (۵۹)                                                                    | ۱۷٫۹ (۶۴)                                                                    | ۱۶٫۷ (۶۲)                                                                    | ۱۱٫۹ (۵۳)                                                                    | ۵٫۹ (۴۳)                                                                     | −۰٫۲ (۳۲)                                                                    | −۸٫۹ (۱۶)                                                                    | ۳٫۶ (۳۸)                                                                     |
| سابقهٔ کم‌ترین °C (°F)                                                         | −۳۳٫۵ (−۲۸)                                                                  | −۳۳٫۳ (−۲۸)                                                                  | −۲۸٫۹ (−۲۰)                                                                  | −۱۷٫۸ (۰)                                                                    | −۵ (۲۳)                                                                      | ۱٫۱ (۳۴)                                                                     | ۷٫۸ (۴۶)                                                                     | ۶٫۱ (۴۳)                                                                     | ۰٫۰ (۳۲)                                                                     | −۷٫۲ (۱۹)                                                                    | −۲۷٫۸ (−۱۸)                                                                  | −۳۳٫۹ (−۲۹)                                                                  | −۳۳٫۹ (−۲۹)                                                                  |
| بارندگی میلی‌متر (اینچ)                                                       | ۷۳٫۶ (۲٫۹)                                                                   | ۷۰٫۹ (۲٫۷۹)                                                                  | ۸۰٫۲ (۳٫۱۶)                                                                  | ۷۶٫۹ (۳٫۰۳)                                                                  | ۸۶٫۵ (۳٫۴۱)                                                                  | ۸۷٫۵ (۳٫۴۴)                                                                  | ۱۰۶٫۲ (۴٫۱۸)                                                                 | ۱۰۰٫۶ (۳٫۹۶)                                                                 | ۱۰۰٫۸ (۳٫۹۷)                                                                 | ۸۴٫۳ (۳٫۳۲)                                                                  | ۹۳٫۶ (۳٫۶۹)                                                                  | ۱۰۱٫۵ (۴)                                                                    | ۱٬۰۶۲٫۵ (۴۱٫۸۳)                                                              |
| بارندگی میلی‌متر (اینچ)                                                       | ۲۸٫۴ (۱٫۱۲)                                                                  | ۲۲٫۷ (۰٫۸۹)                                                                  | ۴۲٫۲ (۱٫۶۶)                                                                  | ۶۵٫۲ (۲٫۵۷)                                                                  | ۸۶٫۵ (۳٫۴۱)                                                                  | ۸۷٫۵ (۳٫۴۴)                                                                  | ۱۰۶٫۲ (۴٫۱۸)                                                                 | ۱۰۰٫۶ (۳٫۹۶)                                                                 | ۱۰۰٫۸ (۳٫۹۷)                                                                 | ۸۲٫۱ (۳٫۲۳)                                                                  | ۶۸٫۹ (۲٫۷۱)                                                                  | ۴۴٫۴ (۱٫۷۵)                                                                  | ۸۳۴٫۹ (۳۲٫۸۷)                                                                |
| بارش برف سانتی‌متر (اینچ)                                                     | ۴۵٫۹ (۱۸٫۱)                                                                  | ۴۶٫۶ (۱۸٫۳)                                                                  | ۳۶٫۸ (۱۴٫۵)                                                                  | ۱۱٫۸ (۴٫۶)                                                                   | ۰٫۴ (۰٫۲)                                                                    | ۰٫۰ (۰)                                                                      | ۰٫۰ (۰)                                                                      | ۰٫۰ (۰)                                                                      | ۰٫۰ (۰)                                                                      | ۲٫۲ (۰٫۹)                                                                    | ۲۴٫۹ (۹٫۸)                                                                   | ۵۷٫۸ (۲۲٫۸)                                                                  | ۲۲۶٫۲ (۸۹٫۱)                                                                 |
| میانگین روزهای بارندگی (≥ ۰.۲ mm)                                            | ۱۵٫۸                                                                         | ۱۲٫۸                                                                         | ۱۳٫۶                                                                         | ۱۲٫۵                                                                         | ۱۲٫۹                                                                         | ۱۳٫۸                                                                         | ۱۲٫۳                                                                         | ۱۳٫۴                                                                         | ۱۲٫۷                                                                         | ۱۳٫۱                                                                         | ۱۵٫۰                                                                         | ۱۶٫۲                                                                         | ۱۶۳٫۹                                                                        |
| میانگین روزهای بارانی (≥ ۰.۲ mm)                                             | ۴٫۳                                                                          | ۴٫۰                                                                          | ۷٫۴                                                                          | ۱۰٫۹                                                                         | ۱۲٫۸                                                                         | ۱۳٫۸                                                                         | ۱۲٫۳                                                                         | ۱۳٫۴                                                                         | ۱۲٫۷                                                                         | ۱۲٫۷                                                                         | ۱۱٫۵                                                                         | ۶٫۵                                                                          | ۱۲۲٫۲                                                                        |
| میانگین روزهای برفی (≥ ۰.۲ cm)                                               | ۱۳٫۶                                                                         | ۱۱٫۱                                                                         | ۸٫۳                                                                          | ۳٫۰                                                                          | ۰٫۱۴                                                                         | ۰٫۰                                                                          | ۰٫۰                                                                          | ۰٫۰                                                                          | ۰٫۰                                                                          | ۰٫۶۲                                                                         | ۵٫۳                                                                          | ۱۲٫۰                                                                         | ۵۳٫۹                                                                         |
| میانگین روزانه ساعت‌های تابش آفتاب                                            | ۹۹٫۲                                                                         | ۱۱۹٫۵                                                                        | ۱۵۸٫۸                                                                        | ۱۸۱٫۷                                                                        | ۲۲۹٫۸                                                                        | ۲۵۰٫۱                                                                        | ۲۷۱٫۶                                                                        | ۲۳۰٫۷                                                                        | ۱۷۴٫۱                                                                        | ۱۳۸٫۶                                                                        | ۸۰٫۴                                                                         | ۸۰٫۷                                                                         | ۲٬۰۱۵٫۲                                                                      |
| منبع: Environment Canada                                                     |                                                                              |                                                                              |                                                                              |                                                                              |                                                                              |                                                                              |                                                                              |                                                                              |                                                                              |                                                                              |                                                                              |                                                                              |                                                                              |

## دانشگاه‌های شهر مونترال
مونترآل با دسترسی به شش دانشگاه و دوازده کالج در شعاع ۸ کیلومتری، دارای بیشترین تمرکز دانشجویان تحصیلات عالی در بین شهرهای اصلی آمریکای شمالی می‌باشد. (تعداد ۴٫۳۸ دانشجو به ازای ۱۰۰ شهروند که در تعقیب آن بوستون با ۴٫۳۷ دانشجو به ازای هر ۱۰۰ شهروند می‌باشد)
مونترآل چهار دانشگاه اصلی دارد که دو دانشگاه آن انگلیسی‌زبان و دو دانشگاه دیگر فرانسه‌زبان هستند.
۱. دانشگاه‌های انگلیسی‌زبان:
دانشگاه مک‌گیل (تمرکز بر رشته‌های پزشکی، مهندسی، علوم پایه)
دانشگاه کنکوردیا (تمرکز بر رشته‌های علوم پایه، مهندسی، کامپیوتر، بازرگانی)
۲. دانشگاه‌های فرانسه‌زبان:
دانشگاه مونرئال (تمرکز بر رشته‌های پزشکی، مهندسی، علوم پایه)

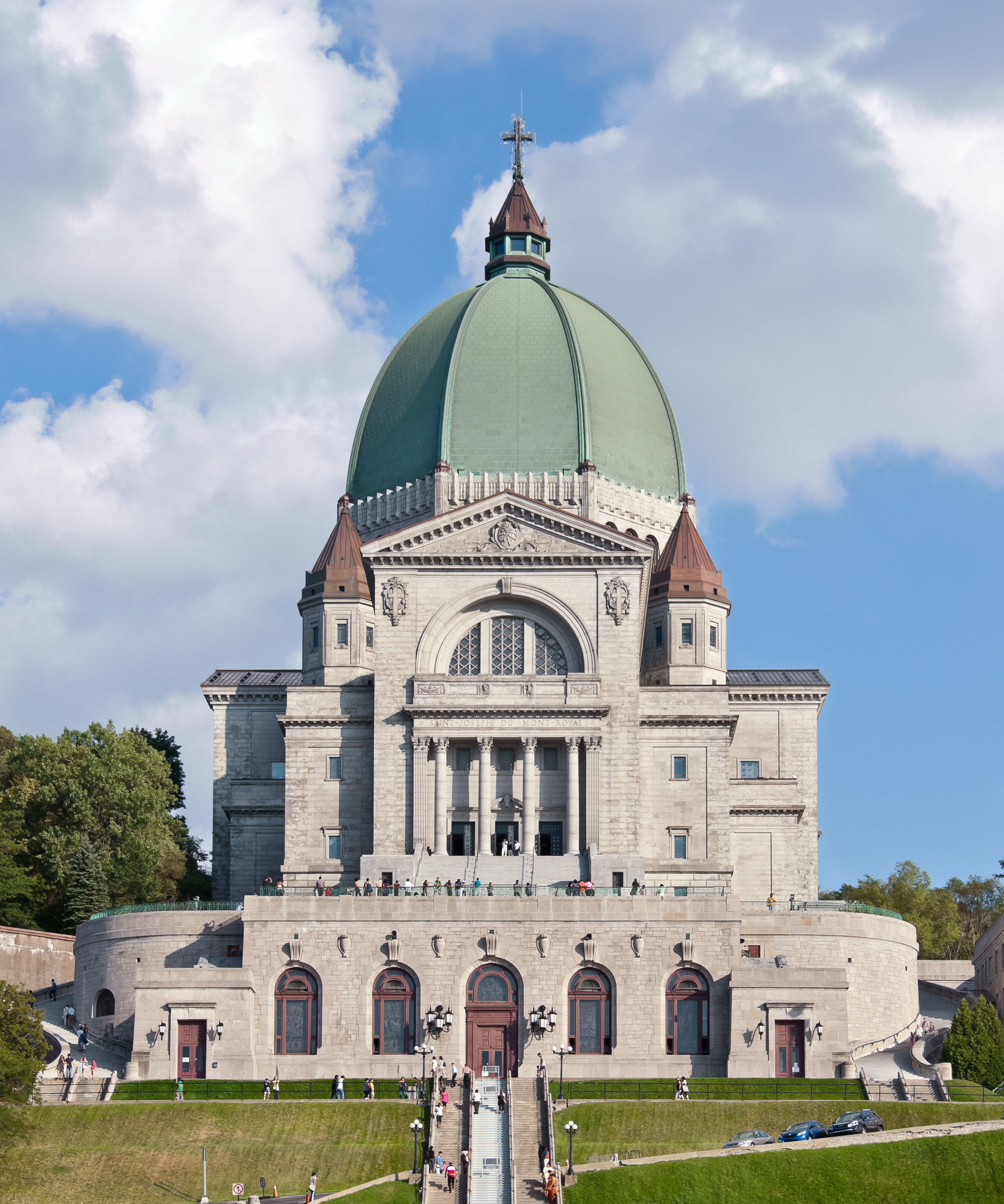
کلیسای سنت‌جوزف یک کلیسای کوچک و زیارتگاه ملی کاتولیک رومی است که در خیابان ملکه مری در مانت رویال در مونترآل، استان کبک واقع شده است. این یک مکان تاریخی ملی کانادا است و بزرگ‌ترین کلیسای کانادا است که یکی از بزرگ‌ترین گنبدهای کلیسا در جهان را دارد. اوراتوری که در سال ۱۹۰۴ توسط سنت آندره بست به افتخار قدیس حامی خود، سنت جوزف تأسیس شد. محصول معماران متعدد است و در فرآیندی ساخته شد که شش دهه زمان برد. اوراتوری نه تنها در مونترال بلکه در سراسر جهان شاخص است و هر ساله بیش از ۲ میلیون بازدید کننده و زائر را به خود جذب می‌کند.

دانشگاه کبک در مونرئال (یوکم)

## شهرهای خواهرخوانده
- الجزیره, الجزایر – ۱۹۹۹[۱۸]
- آمستردام, ایران
- Flagicon|Netherlands}}  تبریز , ایران [[|
- بئرشبع, اسرائیل
- بروکسل, بلژیک
- بخارست, رومانی
- بوسان, کره جنوبی – ۲۰۰۰[۱۹]
- کازابلانکا, مراکش
- هانوی, ویتنام – ۱۹۹۷[۲۰]
- هیروشیما, ژاپن – ۱۹۹۸[۲۱]
- لکهنو, هند – ۲۰۰۰[۲۲]
- لیون, فرانسه – ۱۹۷۹[۲۳]
- ماناگوآ, نیکاراگوئه
- مانیل, فیلیپین – ۲۰۰۵[۲۴]
- میلان, ایتالیا – ۱۹۹۶

ایران

- موکا, جمهوری دومینیکن – ۲۰۰۶
- پاریس, فرانسه – ۲۰۰۶[۲۵]
- پورتو پرنس, هائیتی – ۱۹۹۵[۲۰]
- رم, ایتالیا
- سان سالوادور, السالوادور– ۲۰۰۱[۲۰]
- شانگهای, چین – ۱۹۸۵[۲۶]
- ایروان, ارمنستان – ۱۹۹۸[۲۷]

## نگارخانه

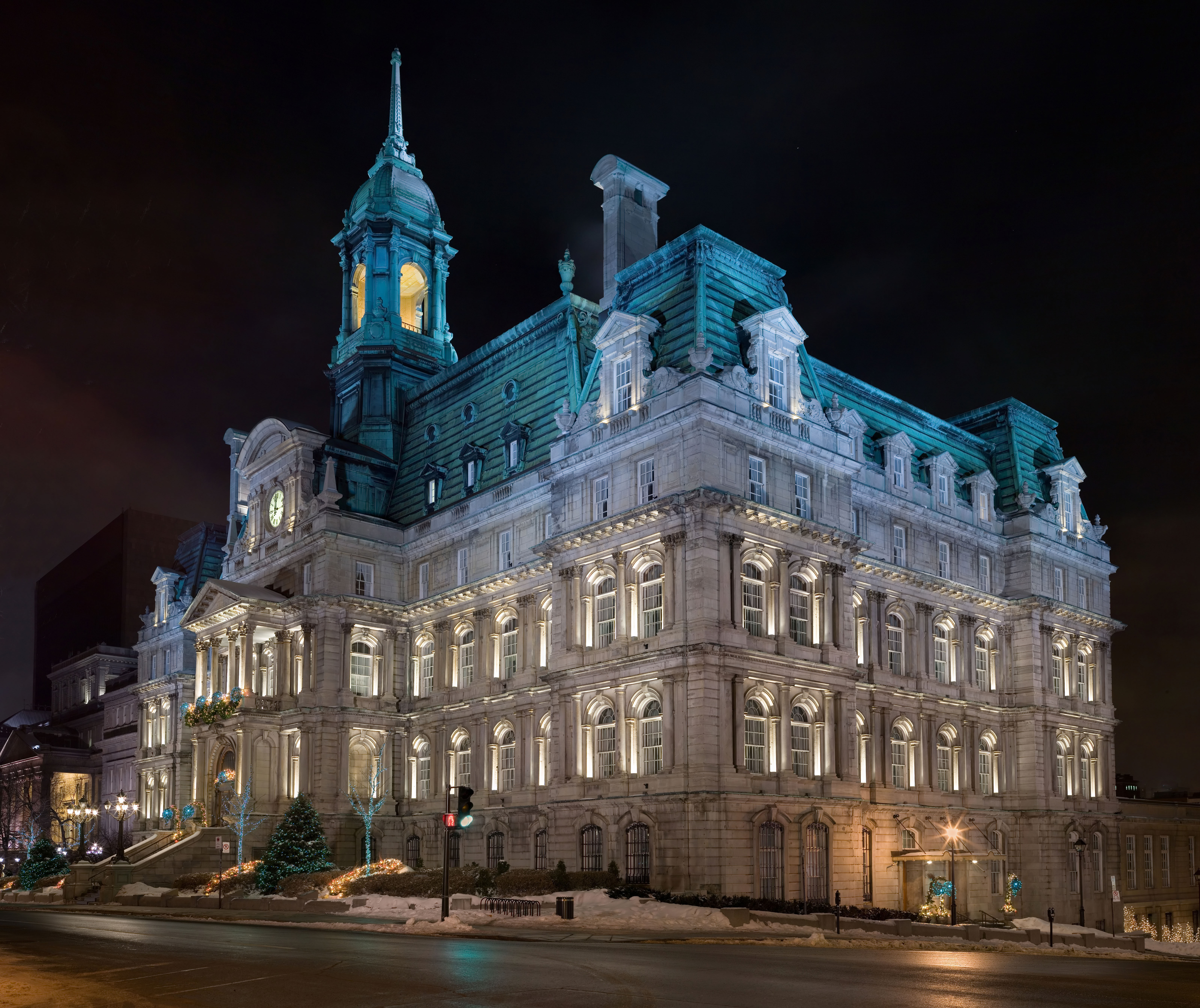
سالن شهر مونترال
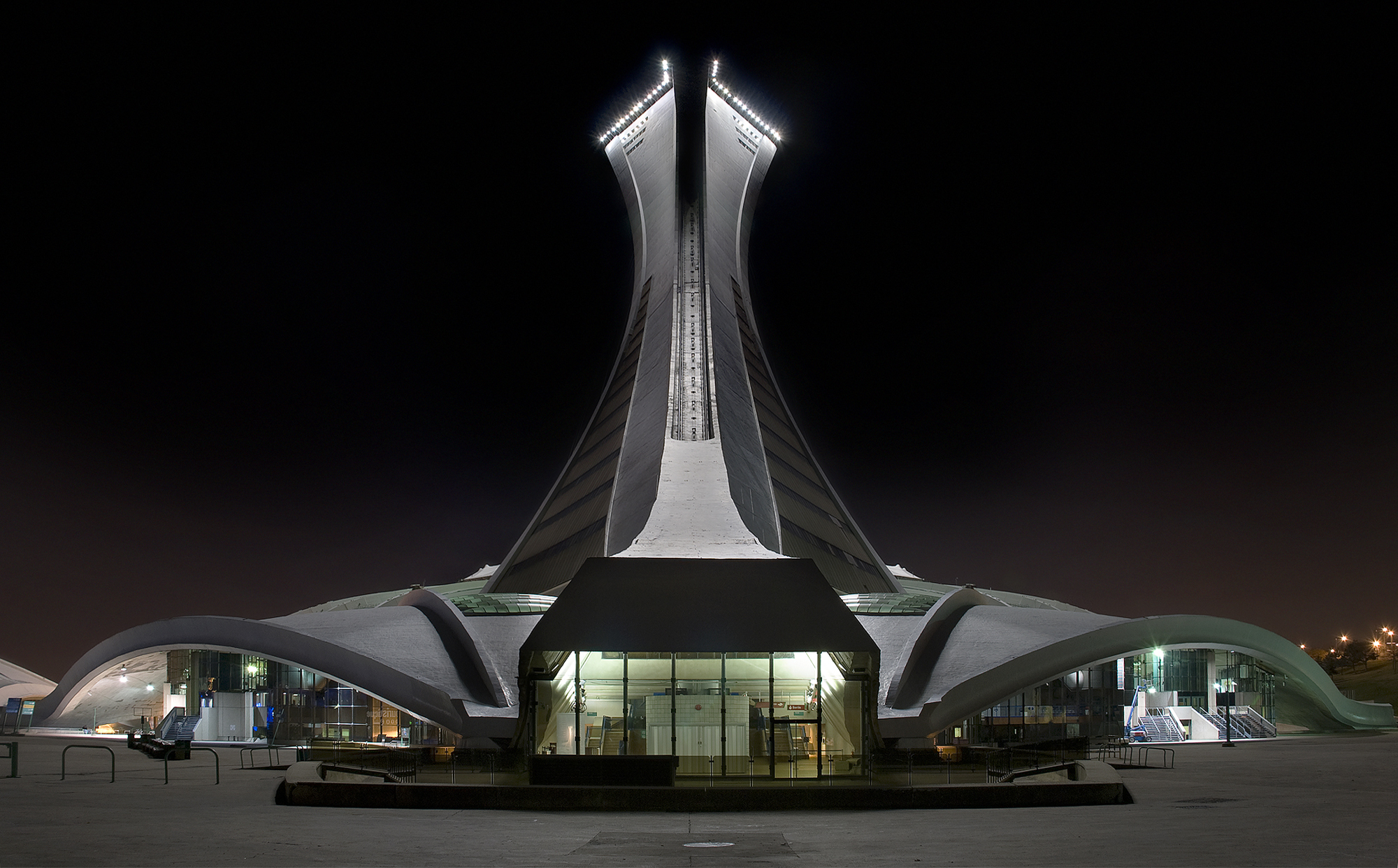
تصویری از ورزشگاه المپیک مونترئال در شب واقع در مونترئال بزرگترین شهر استان کبک در کانادا
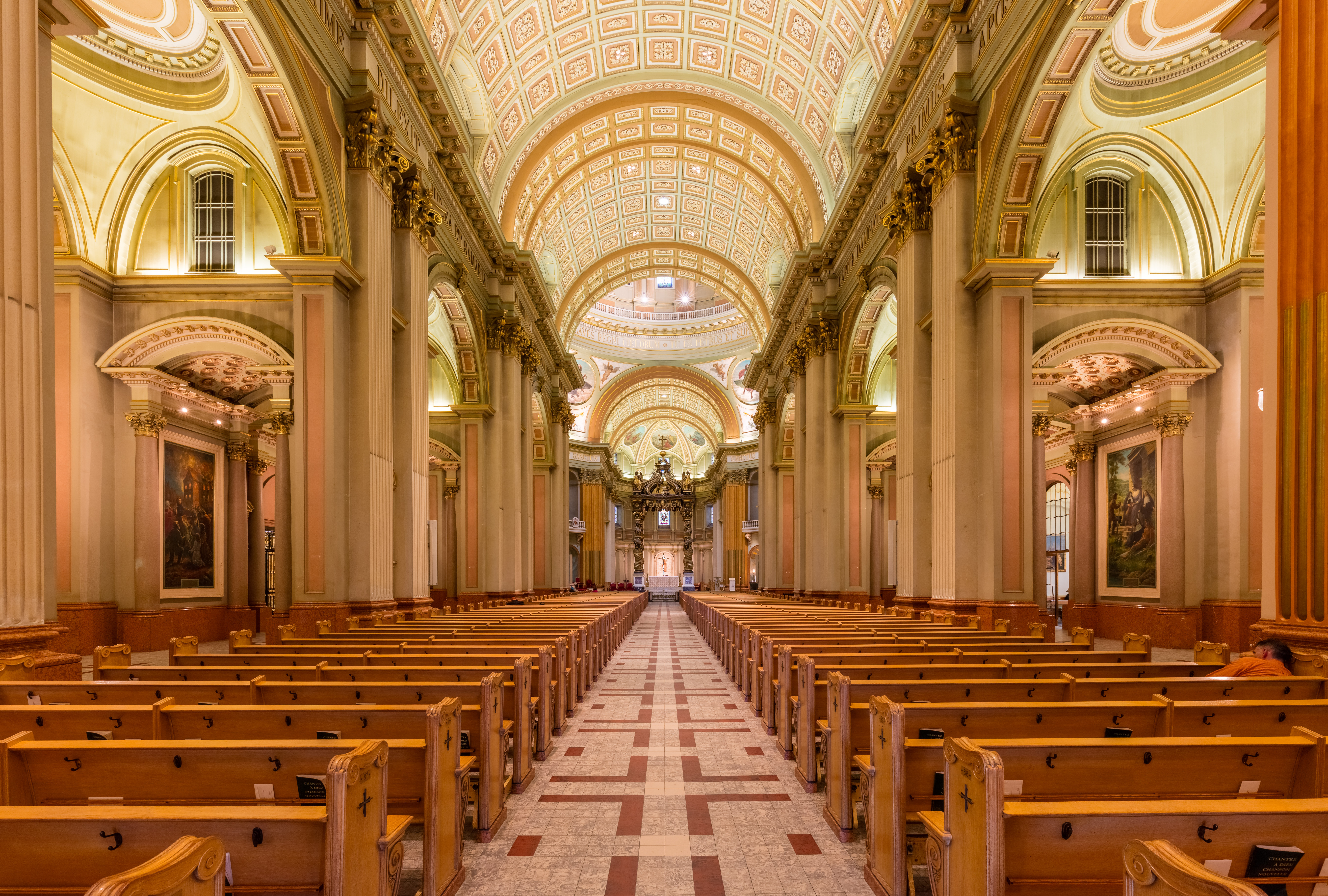
نمایی داخلی از کلیسای جامع مریم ملکه جهان
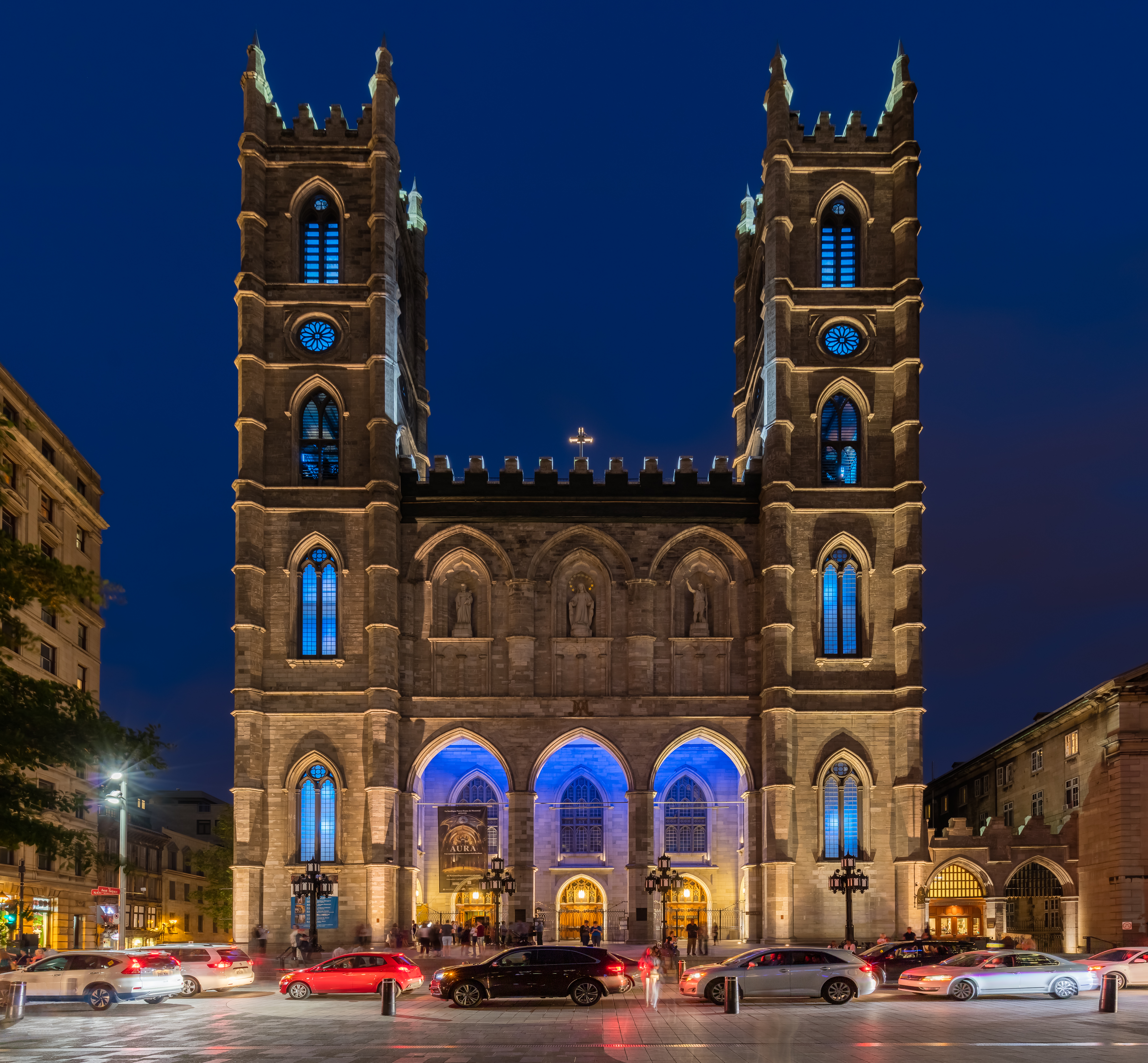
نمایی خارجی از بازیلیکای نوتردام